# Coleophora ulmivorella
Coleophora ulmivorella là một loài bướm đêm thuộc họ Coleophoridae. Nó được tìm thấy ở Nhật Bản.
Sải cánh dài khoảng 9 mm.
Ấu trùng ăn Ulmus davidiana var. japonica, Ulmus davidiana, Ulmus laciniata and Kalopanax ricinifolius. Chúng tạo tổ kén bằng lá màu nâu hơi xám dài 4,5-5,5 mm. Ấu trùng trú trong tổ kén lá cuộc cho đến giữa tháng 6.